# Shankill Road
Shankill Road (de l’irlandès: Seanchill, "església vella") és una de les vies principals que travessen l’oest de Belfast, a Irlanda del Nord. Recorre una zona tradicionalment obrera, de majoria protestant i lleialista, coneguda com The Shankill. La carretera s’estén cap a l’oest al llarg d'uns 2,4 km des del centre de Belfast i, en molts trams, es troba envoltada de comerços. Els residents viuen als diversos carrers paral·lels a la carretera principal.

## Història

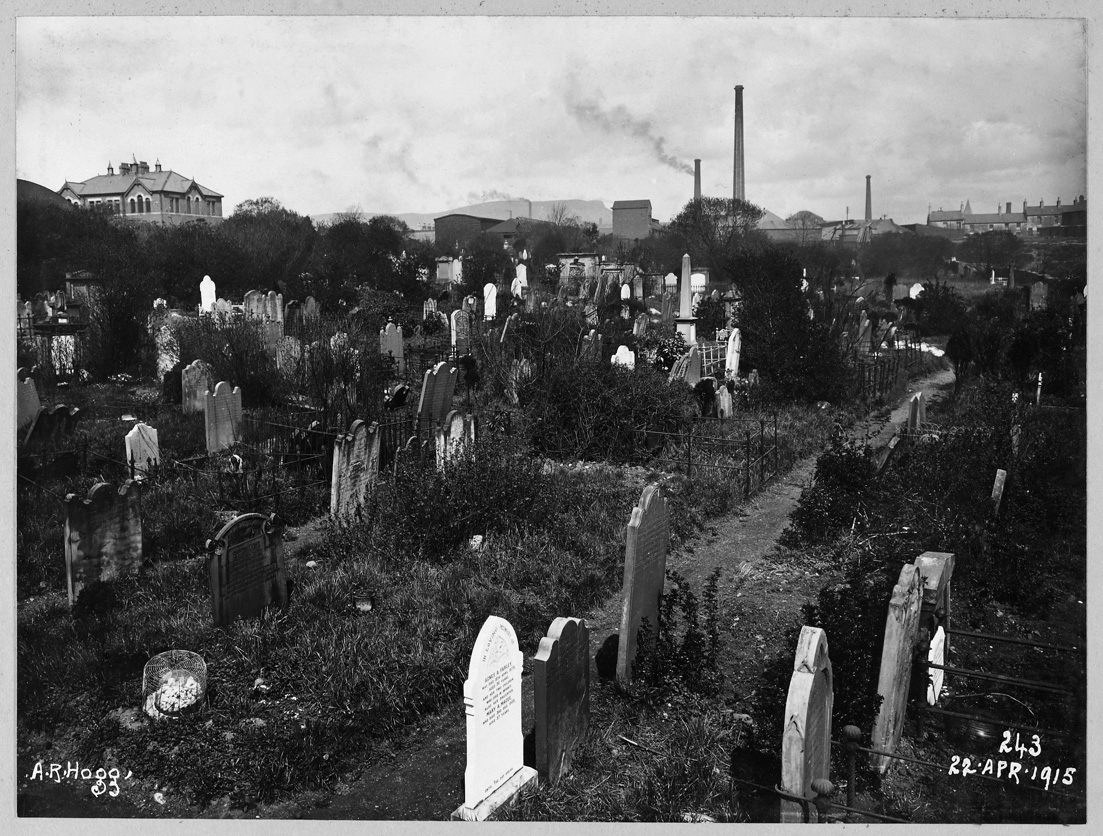
El cementiri de Shankill, l'any 1915

Els primers habitants de la zona es van establir a la confluència dels rius Ballygomartin i Forth, en un assentament circular fortificat.
"Shankill" era el nom amb el qual era conegut un antic assentament que es trobava a la cruïlla lloc de Woodvale Road creua amb el carrer Cambrai. El terme Shankill és una adaptació anglesa de l'irlandès Seanchill, que significa "església vella". Aquesta església datava del segle v, estava dedicada a Sant Patrici i era un important lloc de peregrinació. Es creu que va ser la primera església cristiana de la zona del Gran Belfast. Al segle xvii estava en ruïnes, i el segle xix ja havia desaparegut per complet,i només en va quedar el cementiri. Aquest cementiri va ser durant segles el cementiri principal de Belfast, i té més de 1500 anys d'història. Probablement ja va existir en temps precristians, com ho suggereix la troballa el 1855 d'una pedra bullaun, que presumiblement es feia servir per als rituals dels druides celtes i que després va servir com a pica baptismal. El 1869 va ser inaugurat el cementiri municipal i el cementiri de Shankill va 
perdre el seu estatus. Sobre el lloc de l'església primitiva s'alça actualment l'església de Sant Mateu, construïda el 1872 que pertany a l'Església d'Irlanda.
Shankill va experimentar una gran expansió a la darreria del segle xix, a causa del creixement de la indústria tèxtil. Molts dels carrers de Shankill tenen noms que fan referència a Bèlgica i a Flandes, ja que allí es cultiva el lli que després es va processar a Belfast. El 1861 ja hi havia 32 molins, la majoria dels quals a la zona de Shankill i Falls Road. A més, moltes persones van emigrar a la ciutat escapant de la gran fam de 1845-49. Aquests dos factors van portar a una creixent necessitat de vivenda, que va ser satisfeta per la indústria del lli amb la construcció de cases de dos pisos i tres dormitoris, cuina i banys compartits. Aquestes cases eren de baixa qualitat i la majoria foren enderrocades vint anys més tard. Les persones que es van instal·lar a Shankill Road eren majoritàriament protestants del comtat d'Antrim, al nord, mentre que Falls Road va ser poblada per catòlics de l'Oest d'Irlanda. Aquesta segregació seria font de greus conflictes durant el segle xx.
Cap el 1890, la zona de Shankill estava completament urbanitzada, de manera que es crea el barri adjacent de Woodvale. El 1888 va ser inaugurat el parc Woodvale amb l'objectiu d'oferir un espai verd als residents del dens barri de Shankill. A inicis del segle xx, la importancia de les industries naval y mecánica va augmenter, i empreses com les drassanes Harland and Wolff oferien nombroses oportunitats de treball.
Durant la segona decada del segle xx, molts residents de Shankill es van unir als Ulster Volunteers, més tard UVF, per bloquejar l’autonomia d'Irlanda (Home Rule). Amb l'esclat de la Primera Guerra Mundial, molts membres de l'UVF es van allistar a la 36ª Divisió (Ulster) de l'Exèrcit Britànic i van ser lluitar al Front occidental.6 A principis de juliol de 1916 van participar en la batalla del Somme, que ocasionà moltes baixes en el bàndol britànic: dels 760 homes de Shankill que lvan lluitar al regiment, snomés van tornar 76. El 1941, durant la Segona Guerra Mundial, Shankill va ser bombardejada per la Luftwaffe alemanya, causant nombroses víctimes mortals.

### Conflicte nord-irlandès

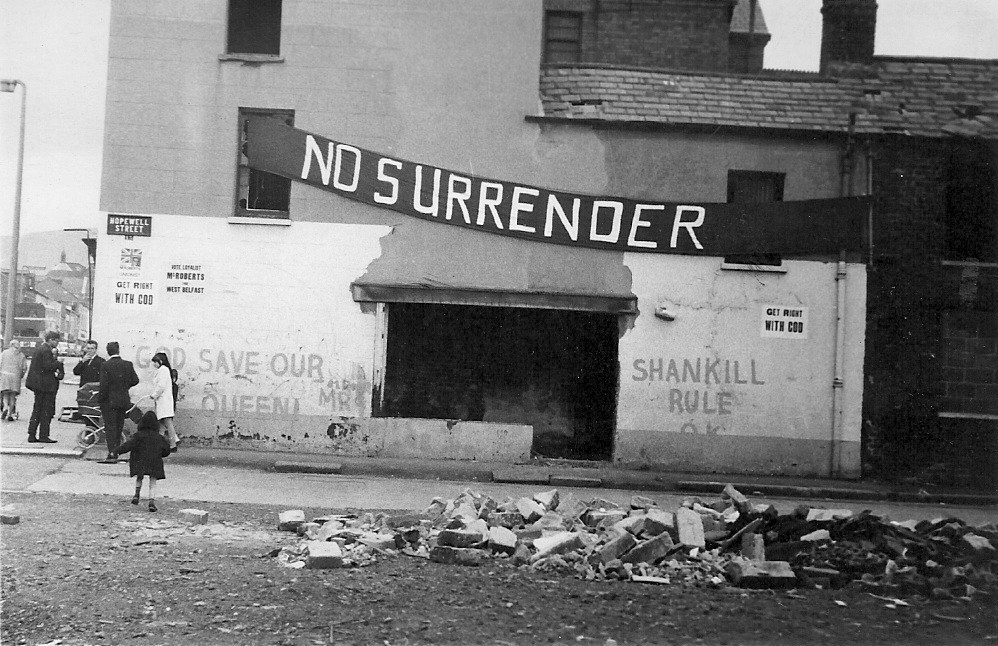
Shankill Road els anys 70

Durant el conflicte nord-irlandès, conegut com The Troubles, Shankill va ser un centre d'activitat lleialista. Hi va néixer la moderna Força Voluntària de l’Ulster (UVF), i també va ser l'escenari del seu primer atac: el 7 de maig de 1966, quan un grup d’homes de l'UVF dirigits per Gusty Spence van llançar còctels molotov a un pub catòlic. El foc es va estendre a la casa veïna i va matar una protestant de setanta-set anys, Matilda Gould, que hi vivia. El 27 de maig l'UVF assassinà John Scullion, catòlic, quan arribava a casa. El 26 de juny, un civil catòlic, Peter Ward, natural de la República d'Irlanda, va ser assassinat en sortir d'un pub al carrer Malvern de Shankill, un incident on també va haver-hi dos ferits. Poc després d'aquest atac, Spence i tres persones més van ser detingudes i posteriorment condemnades. L'UVF va continuar activa al Shankill durant tot el conflicte, sobretot amb els Shankill Butchers dirigits per Lenny Murphy, així com William Marchant i Frankie Curry, aquest últim membre del Red Hand Commando.
Shankill també fou escenari de la creació, el setembre de 1971, de l'Associació de Defensa de l'Ulster (UDA), quan grups de vigilants com l'Associació de Defensa de Shankill de John McKeague i l'Associació de Defensa de Woodvale es van fusionar en una estructura més gran. Sota la direcció de Charles Harding Smith i Andy Tyrie, Shankill Road es va convertir en la seu i el centre de l'activitat de l'UDA. Membres com James Craig, Davy Payne i Tommy Lyttle eren sempre presents a la zona. L'UDA actuava a Shankill amb el seu Batalló West Belfast, que estava dividit en tres companyies: A (Glencairn i Highfield), B (Middle Shankill) i C (Lower Shankill). Durant la dècada de 1990, la companyia C dirigida per Johnny Adair es va convertir en una de les unitats més actives de l'UDA, i alguns dels seus paramilitars com Stephen McKeag, responsables de diversos assassinats. Posteriorment, la companyia C rivalitzà tant amb l'UVF com amb la resta de l'UDA, fins que el 2003 foren forçats a marxar. Després de l'exili d'Adair i els seus partidaris, així com de l'assassinat d'Alan McCullough, l'UDA del Lower Shankill es va tornar a alinear amb la resta del moviment sota Mo Courtney, antic partidari d'Adair.
El Gran Shankill i els seus residents també van ser objecte de diversos atemptats amb bomba i trets per part de les forces paramilitars republicanes irlandeses. Durant el 1971 es van produir dos atemptats a pubs a Shankill, un el maig a la Mountainview Tavern, on van resultar ferides diverses persones, i un segon al Four Step Inn al setembre, on va haver-hi dues dunadons. El 13 d'agost de 1975 es va produir l'atac del Bar Bayardo, protagonitzat per la Brigada de Belfast de l'IRA, matant quatre civils i un membre de l'UVF. Brendan McFarlane va ser condemnat a cadena perpètua pel seu paper en aquest atemptat.
L'atemptat de Shankill Road es va produir el 23 d'octubre de 1993. Una bomba va explotar a la peixeteria Frizzell, a sota de la seu de Shankill de l'UDA. La bomba va explotar prematurament durant la seva col·locació, i nou persones van morir a més d'un dels atacants, Thomas Begley. Cap dels paramilitars lleialistes objectius va resultar ferit, ja que havien ajornat una reunió prevista. El còmplice de Begley, Sean Kelly, va sobreviure i va ser empresonat.